# (9829) Murillo
(9829) Murillo (1973 SJ1) – planetoida z pasa głównego asteroid okrążająca Słońce w ciągu 7,9 lat w średniej odległości 3,97 j.a. Odkryta 19 września 1973 roku.